# Melica przewalskyi
Melica przewalskyi är en gräsart som beskrevs av Roman Julievich Roshevitz. Melica przewalskyi ingår i släktet slokar, och familjen gräs. Inga underarter finns listade i Catalogue of Life.